# Comuna Bilașiv, Kovel
Bilașiv (în ucraineană Білашів) este o comună în raionul Kovel, regiunea Volînia, Ucraina, formată din satele Bilașiv (reședința), Hrușivka, Ivanivka și Perkovîci.

## Demografie
Componența lingvistică a satului Bilașiv
     Ucraineană (99,65%)
     Alte limbi (0,35%)
Conform recensământului din 2001, majoritatea populației satului Bilașiv era vorbitoare de ucraineană (99,65%), existând în minoritate și vorbitori de alte limbi.